# 1945 en photographie
| Années de la photographie : 1942 - 1943 - 1944 - 1945 - 1946 - 1947 - 1948    |
| Décennies de la photographie : 1910 - 1920 - 1930 - 1940 - 1950 - 1960 - 1970 |

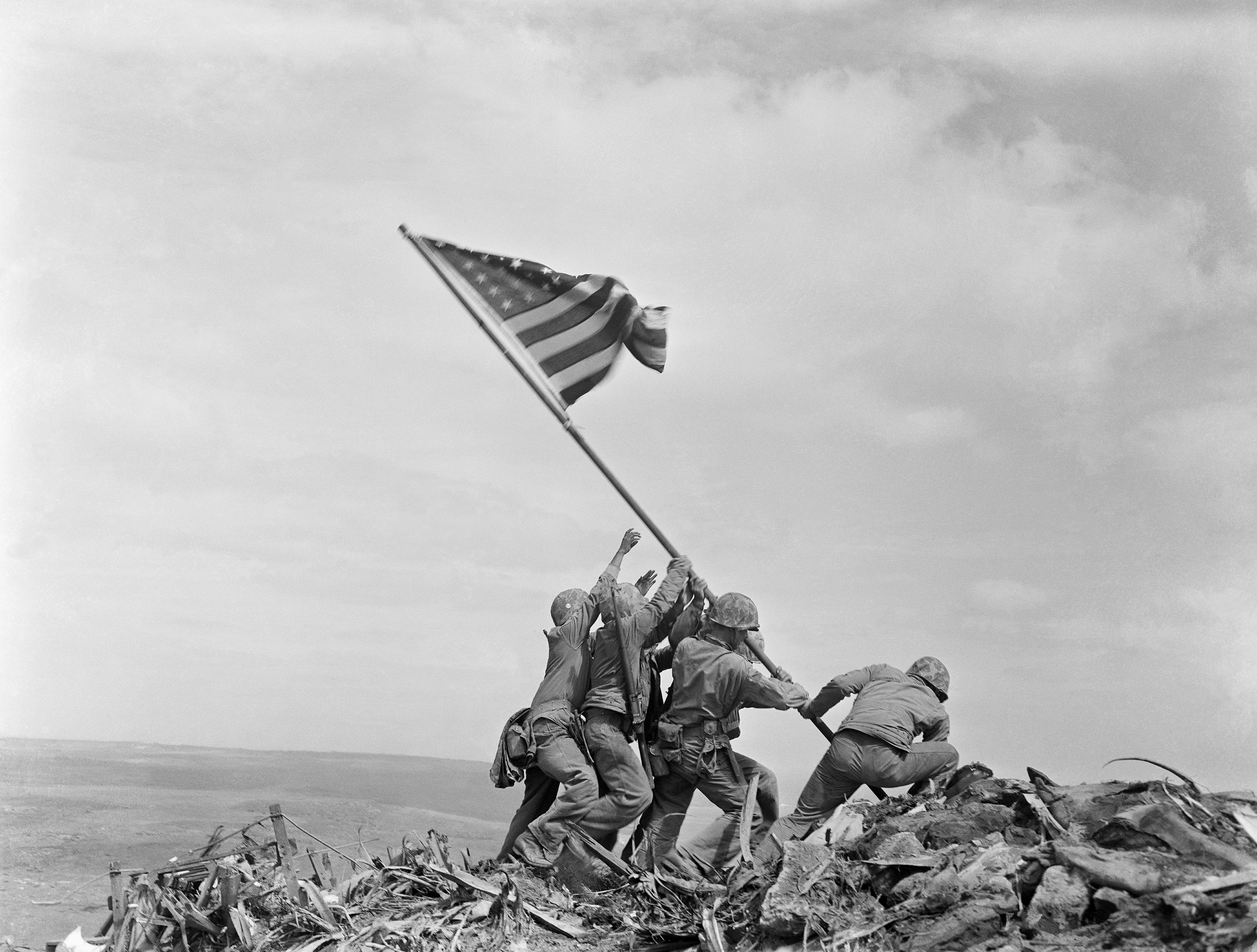
Joe Rosenthal, Raising the Flag on Iwo Jima.

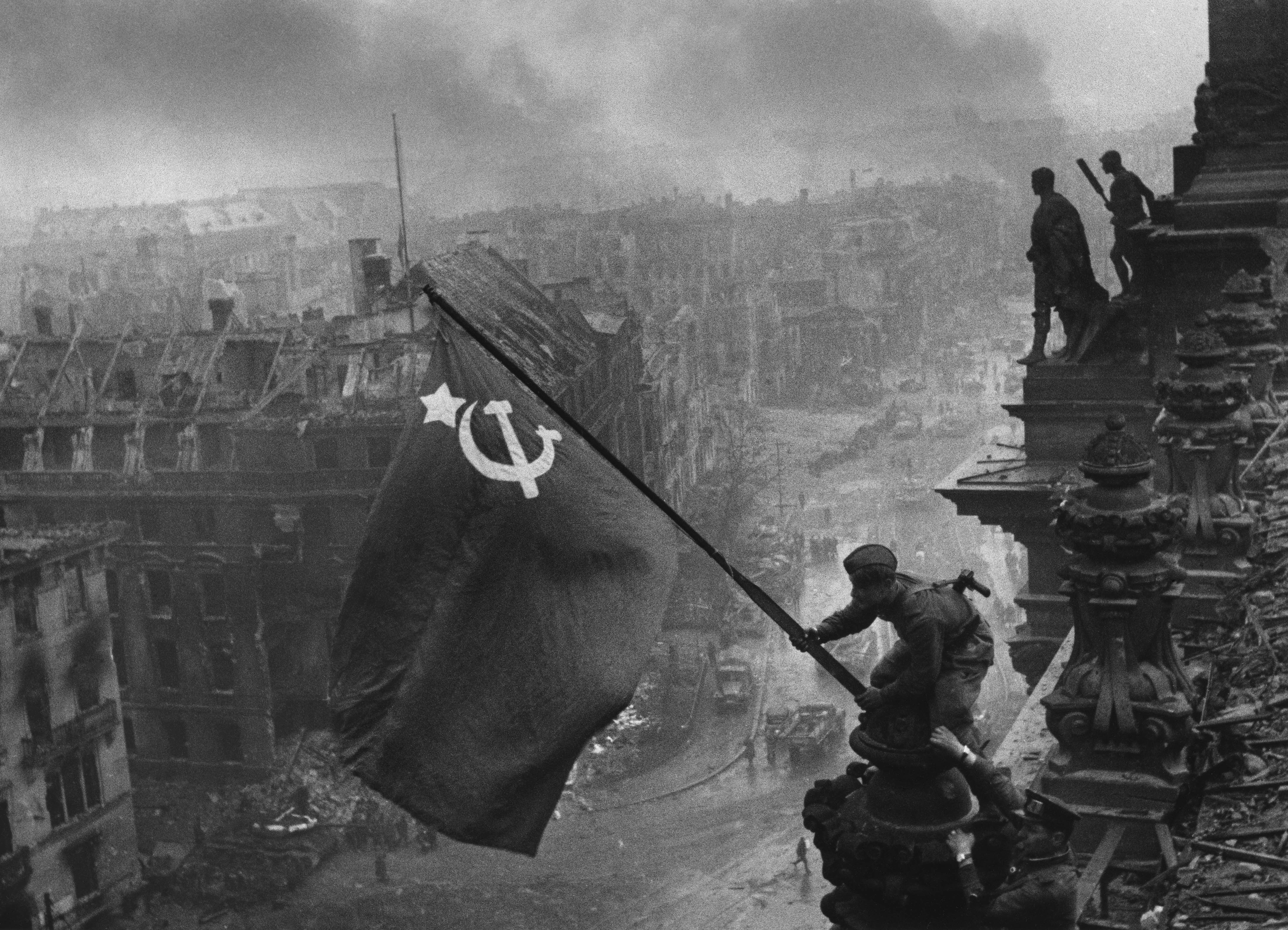
Evgueni Khaldeï, Le Drapeau rouge sur le Reichstag.

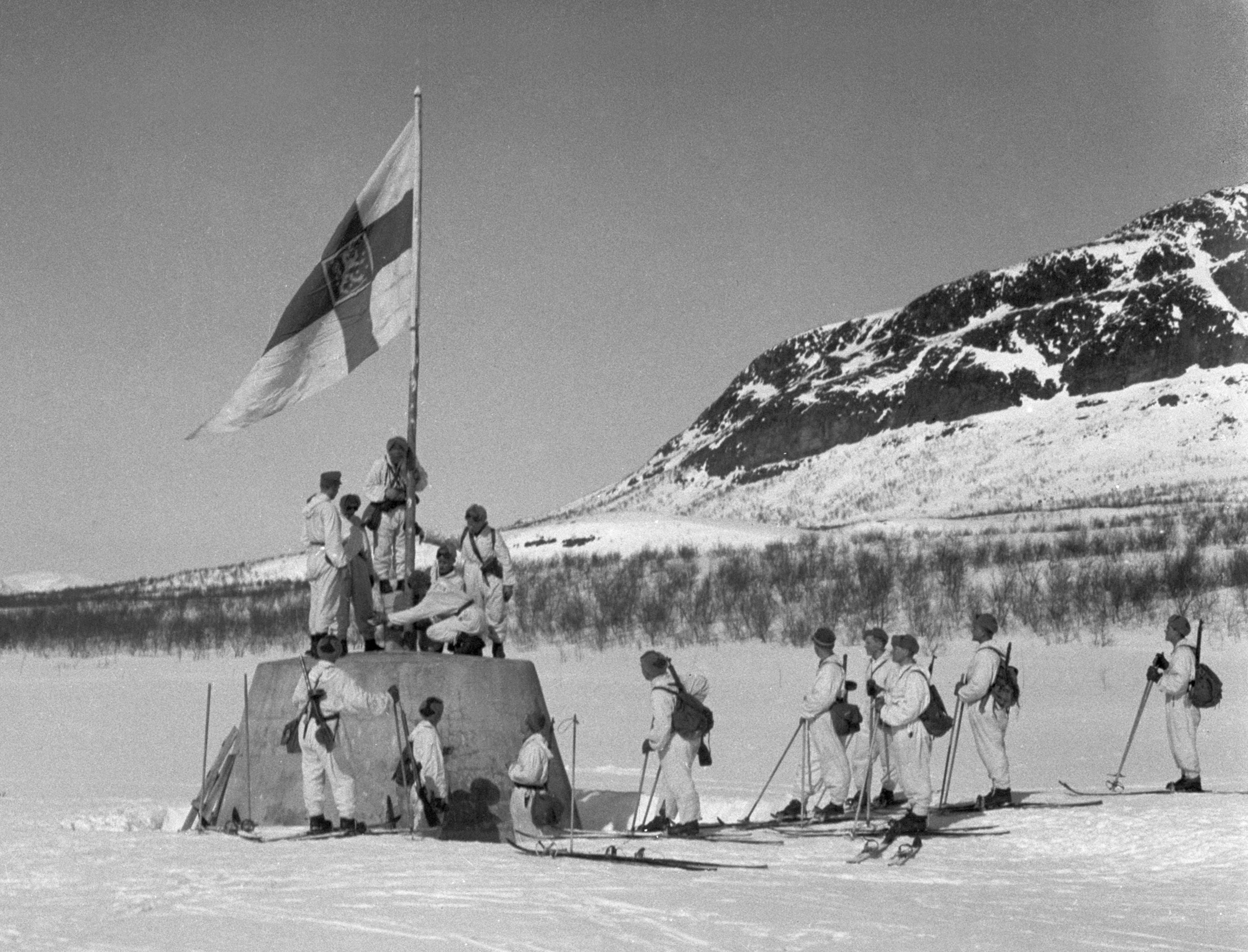
Lever de drapeau sur le cairn des Trois Royaumes.

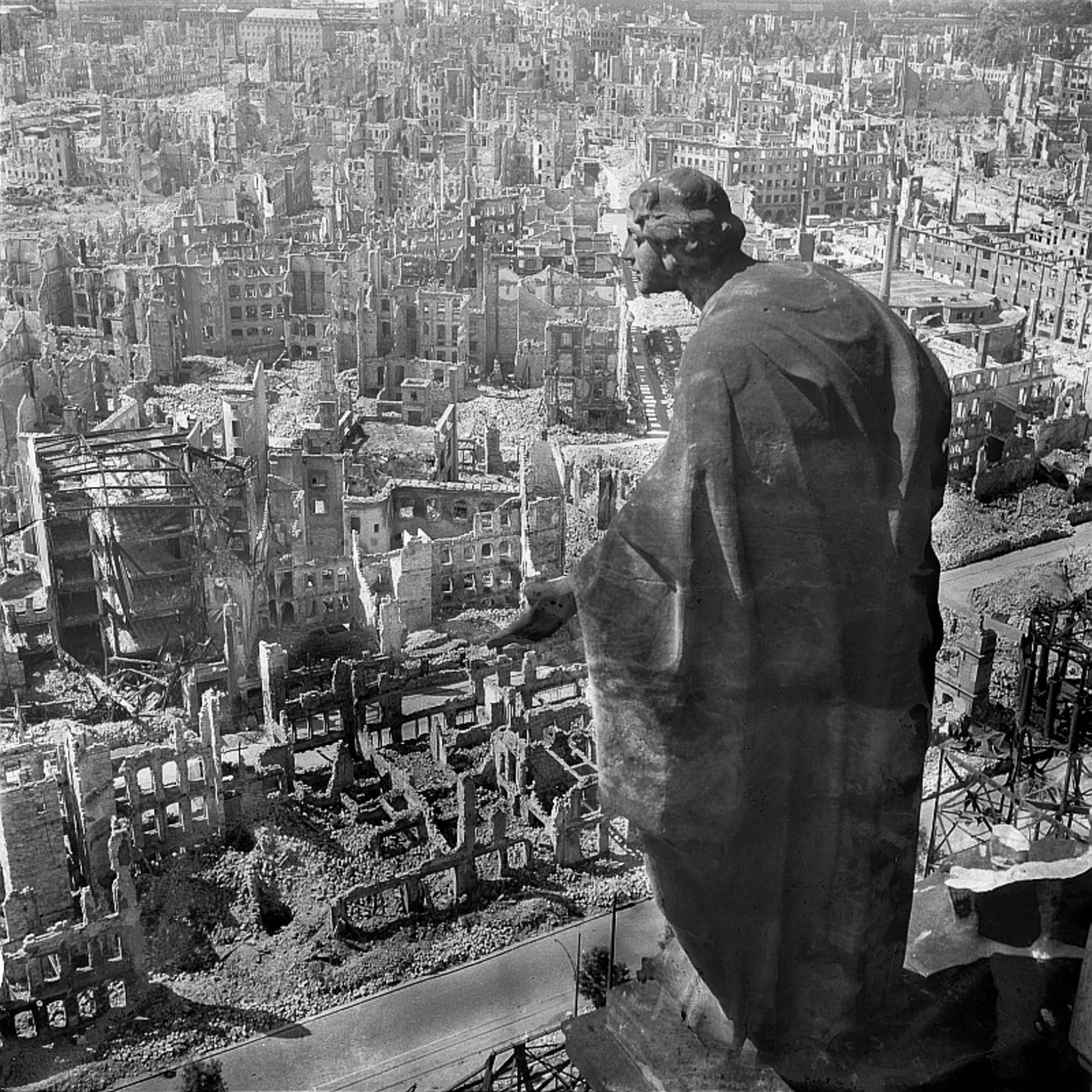
Richard Peter, Vue vers le sud depuis la tour de l'hôtel de ville de Dresde.

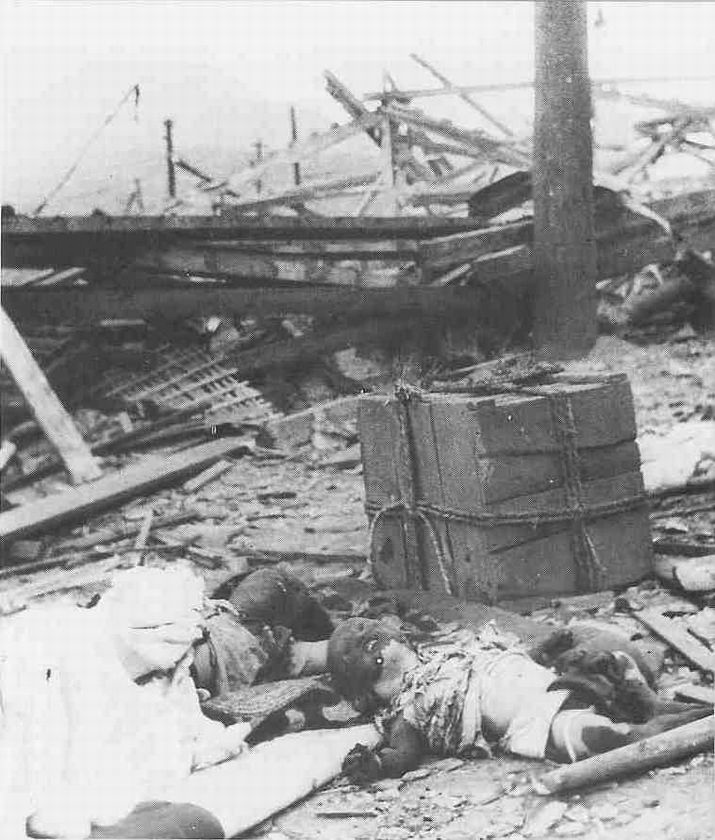
Yōsuke Yamahata, victimes du bombardement atomique de Nagasaki.

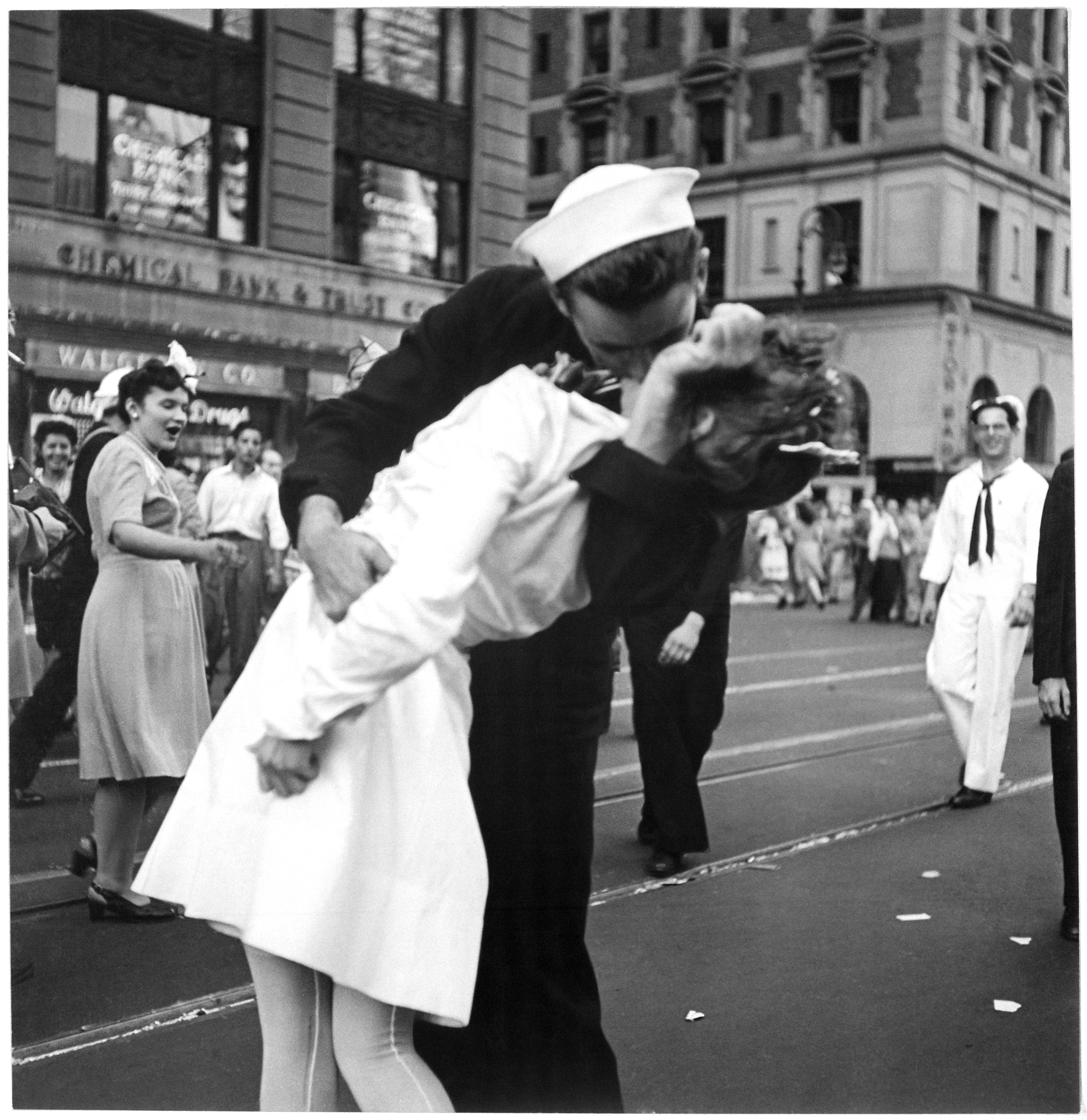
Victor Jorgensen, Kissing the War Goodbye.

Cet article présente les faits marquants de l'année 1945 en photographie.

## Événements
- En France, le Ministère de la Reconstruction et de l'Urbanisme (MRU), créé en octobre 1944 par le gouvernement provisoire du général de Gaulle, crée un service photographique chargé de documenter la reconstruction après les destructions de la Seconde Guerre mondiale[1],[2].
- Création aux États-Unis du Brooks Institute of Photography, une école privée de photographie en Californie, dans les villes de Santa Barbara et Ventura.
- L'École de photographie de Suisse romande, que la photographe allemande Gertrude Fehr, réfugiée en Suisse depuis 1939, avait créée à Lausanne en 1940, est intégrée à l'École des arts et métiers de Vevey.
- décembre : Robert Capa, en couple avec Ingrid Bergman, la suit à Hollywood où il travaille comme photographe de mode et photographe de plateau pour l'American International Pictures, notamment sur le film d’Alfred Hitchcock Les Enchaînés.
- Walker Evans devient le premier photographe salarié à temps plein du magazine Fortune.
- Gabriel Desmarais, dit Gaby, ouvre un studio de photographie à Montréal, rue Sainte-Catherine.
- 28 février : Philippe Halsman est élu premier président de l’American Society of Media Photographers (ASMP)[3].
- avril : Stanley Kubrick, âgé de 16 ans, réussit à vendre au magazine illustré Look une photographie d'un vendeur de journaux en larmes après la mort de Franklin D. Roosevelt, qu'il a prise alors qu'il se rendait à l'école ; la rédactrice en chef l'engage comme photographe indépendant[4].
- Création par Armand de Gramont de la marque française d'appareils photographiques Foca, avec un premier modèle, le Foca deux étoiles (ou PF2), appareil télémétrique à objectif amovible comportant entre autres innovations un télémètre très clair de couleur jaune intégré au viseur ; la marque d'appareils photographiques Foca est commercialisée avec le slogan « L'appareil photo de haute précision »[5].

- Walter Zapp, qui travaille sur la miniaturisation d'un appareil photographique depuis le début des années 1930, fonde en Allemagne la firme Minox qui fabrique des appareils subminiatures souvent associés à l'espionnage.
- mai : création à Lyon par Fritz Kaftanski et Lucien Bouchetal de la société Kafta qui fabrique les appareils photographiques Kaftax et Banco.
- Création à Montreuil de Kinax, marque d'appareils photographiques, disparue en 1956.

## Photographies notables
- 23 février : Joe Rosenthal, Raising the Flag on Iwo Jima : cinq Marines américains et un soldat infirmier de la Navy hissant le drapeau des États-Unis sur le mont Suribachi, lors de la bataille sur l'île japonaise d'Iwo Jima durant la Seconde Guerre mondiale ; la photographie est distribuée par Associated Press moins de dix-sept heures et demie après sa prise, et publiée deux jours plus tard dans des centaines de journaux américains[6],[7].
- 13 avril : Germaine Kanova, engagée au sein de l'Armée française de la Libération depuis novembre 1944 et incorporée  dans la Section cinématographique de l'Armée française, est présente au Camp de concentration de Vaihingen sur l'Enz, libéré le 7 avril, et prend de nombreux clichés pour témoigner des conditions dans le camp et du travail des troupes françaises pour venir en aide aux déportés ; ses clichés sont largement diffusés dans la presse française et internationale[8].
- 27 avril : Lever de drapeau sur le cairn des Trois Royaumes, photographie prise par le colonel Väinö Oinonen, représentant une patrouille de l'armée finlandaise hissant le drapeau finlandais sur le cairn des Trois Royaumes entre la Norvège, la Suède et la Finlande ; elle symbolise le départ des dernières troupes allemandes de Finlande[9].
- 2 mai : Evgueni Khaldeï, Le Drapeau rouge sur le Reichstag : trois soldats de l'Armée rouge font flotter sur le toit du palais du Reichstag, à Berlin, un drapeau de l'Union soviétique ; elle est publiée le 30 mai dans le journal Ogoniok ; l'image est devenue le symbole de la chute du Troisième Reich[10],[6],[11].
- 10 août : le photographe militaire Yōsuke Yamahata prend une centaine de photographies des conséquences du bombardement atomique de Nagasaki qui a eu lieu la veille ; ce sont les uniques vastes archives photographiques produites immédiatement après le bombardement atomique. Ces photographies paraissent dans le numéro du 21 août du journal Mainichi shinbun[12].
- 14 août : Alfred Eisenstaedt, V-J Day in Times Square, photographie prise sur Times Square, à New York, le jour de la capitulation du Japon : un marin de l’US Navy penché sur une jeune infirmière l'embrasse sur les lèvres ; la photographie est publiée dans le magazine Life une semaine après. Le journaliste et photographe de l’US Navy Victor Jorgensen (en) prend le même jour la photographie du même couple selon un autre angle de vue, intitulée Kissing the War Goodbye et publiée dans The New York Times ; cette photographie est dans le domaine public car prise par un employé du gouvernement fédéral en service.
- 15 août : Dancing Man, photographie d'un homme en train de danser dans la rue à Sydney en Australie.
- Richard Peter, Vue vers le sud depuis la tour de l'hôtel de ville de Dresde (de) : le photographe a cadré ironiquement au premier plan une statue de la bonté dont la main gauche étendue répand en vain la grâce au dessus du paysage de destruction de la ville de Dresde, après les bombardements de février 1945[13].

## Livres de photographies
- Tony Krier, (lb), (fr) Luxembourg martyr 1940-1945, textes de Pierre Hentges et Joseph Kanivé, Luxembourg, éd. Linden, 104 p. ; le second volume est publié en 1946.
- Germaine Krull, La Bataille d'Alsace. Novembre-décembre 1944, texte de Roger Vailland, Paris, Jacques Haumont.
- Jacques de Lacretelle, La Libération de Paris : 150 photographies, Paris, O. L. B. / Fasquelle : photographies de 17 photographes dont Robert Doisneau, Pierre Jahan, Gaston Paris, Jean Séeberger, René Zuber.

## Études, essais, articles
- Raymond Lécuyer, Histoire de la photographie, Paris, Baschet, IV-456 p. (lire en ligne)[14].

## Expositions
- 25 avril - 10 juin : Paul Strand: Photographs 1915–1945, Museum of Modern Art (MoMA), New York[15].

## Prix et récompenses
- Prix Pulitzer de photographie : Joe Rosenthal pour Raising the Flag on Iwo Jima.

## Naissances
- 9 janvier : Michael Freeman, photographe et journaliste britannique.
- 1er février : Patrick Bailly-Maître-Grand, plasticien et photographe français.
- 8 février : Rino Barillari photographe et paparazzi italien.
- 20 février : Daniel Boudinet, photographe français, mort le 12 août 1990.
- 26 février : Bernard Plossu, photographe français.
- 2 mars : Peter Dombrovskis, photographe australien, mort le 28 mars 1996.
- 4 mars : Andreas Mahl, photographe allemand.
- 15 mars, Marc Paygnard, photographe français.
- 18 mars : 
  - Hiroh Kikai, photographe japonais, mort le 19 octobre 2020.
  - John H. White, photojournaliste américain.
- 10 avril : Tony Frank, photographe français.
- 7 mai : Raoul Vaslin, photographe français, mort le 16 août 1985.
- 14 mai : Serge Korniloff, photographe français, mort le 17 juin 2011.
- 29 mai : Joyce Tenneson, photogrphe américaine.
- 4 juin : Arno Rafael Minkkinen, photographe finlando-américain.
- 8 juin : Marc Deneyer, photographe belge.
- 1er juillet : Ikuo Nakamura, photographe japonais.
- 14 juillet : Pierre de Fenoÿl, photographe français, mort le 4 septembre 1987.
- 25 juillet : Philippe Biermé, photographe belge.
- 5 août : Ariane Lopez-Huici, photographe française.
- 12 septembre : Lewis Baltz, photographe américain, mort le 22 novembre 2014.
- 21 septembre : Jussi Aalto, photographe finlandais.
- 26 septembre : Flo Fox (Florence Blossom Fox), photographe de rue américaine, handicapée par une sclérose en plaques, connue pour ses photos de New York, morte le 2 mars 2025.
- 4 octobre : Živa Kraus, peintre et photographe italienne d'origine croate.
- 6 octobre : Michael Schmidt, photographe allemand, mort le 24 mai 2014.
- 2 novembre : Anton Solomoukha, peintre et photographe français d'origine ukrainienne, mort le 21 octobre 2015.
- 25 novembre : Marie-Hélène Dhénin, photographe française.

Date précise inconnue ou non renseignée
- Mohammad al Roumi, photographe et réalisateur syrien.
- Masanori Ashida, photographe japonais.
- Tina Barney, photographe américaine.
- Django Cissé, photographe malien.
- Bob Gruen, photographe américain spécialisé dans le rock'n' roll.
- Kiki of Paris, pseudonyme d'un plasticien français.
- Fusako Kodama, photographe japonaise, morte le 10 mai 2017.
- Seiji Kurata, photographe japonais, mort le 27 février 2020.
- Gilles Mora, historien français de la photographie, spécialiste de la photographie américaine du XXe siècle.
- Janez Pukšič, photographe slovène, spécialisé dans la photographie culinaire.
- Christine Spengler, photographe et photojournaliste française.
- Hiroshi Suga, photographe japonais, mort le 10 avril 2013.
- Erik Uddström, photographe finlandais.

## Décès
- 3 janvier (abattue par la Gestapo en tant que résistante danoise)  : Lone Maslocha, photographe danoise d'origine polonaise, née le 26 octobre 1921.
- 18 mars : Eugène Würgler, photographe suisse, pionnier dans le domaine des vues aériennes, né le 21 mars 1880.
- 22 mars : Jaromír Funke, photographe tchécoslovaque, né le 1er mars 1896.
- 29 mars : Sarah J. Eddy, peintre et photographe américaine, né le 3 mai 1851.
- 25 avril : Jacques Marie Bellwald, photographe luxembourgeois, né le 10 septembre 1871.
- 28 février : Rudolf Breslauer, photographe allemand, né le 4 juillet 1903.
- 25 avril : Jacques Marie Bellwald, photographe luxembourgeois, né le 10 septembre 1871.
- 28 avril : Raoul Minot, photographe amateur français, mort déporté en Allemagne à la suite de ses activités photographiques sous l'occupation nazie de Paris, né le 28 septembre 1893[16].
- 30 avril : Mendel Grossmann, photographe polonais, auteur de nombreuses photographies prises dans le ghetto de Łódź, né le 27 juin 1913.
- 8 mai : Francis Bruguière, peintre et photographe américain, né le 15 octobre 1879.
- 11 mai : Henri Roussilhe, explorateur et ingénieur français, un des pionniers de l'utilisation de la photographie aérienne dans les levés cartographiques, né le 4 janvier 1879.
- 12 mai : Odber Heffer, photographe canadien actif au Chili, né le 1er juin 1860.
- 29 juin : Moritz Nähr, photographe autrichien, né le 4 août 1859.
- 20 août : Agnes Nyblin, photographe norvégienne, née le 25 janvier 1869.
- 23 septembre : Josep Brangulí, photographe espagnol, née le 14 septembre 1879.
- 25 septembre : Juan Ruiz de Luna, artiste et photographe espagnol, né le 12 juillet 1863.
- 4 octobre : Geraldine Moodie, photographe canadienne, pionnière pour ses photos du début de l'histoire du Canada, notamment auprès des peuples autochtones du Nord canadien, née le 31 octobre 1854.

## Célébrations
Centenaire de naissance
- David Bachrach
- Richard Buchta
- Kassian Cephas
- Dimitri Ermakov
- Henri Magron
- Achille Mélandri
- Esaki Reiji
- Louis Rousselet
- Philipp Wilhelm von Schoeller
- Rogier Verbeek
- Ben Wittick